# Marie Kerner (Schriftstellerin, 1813)

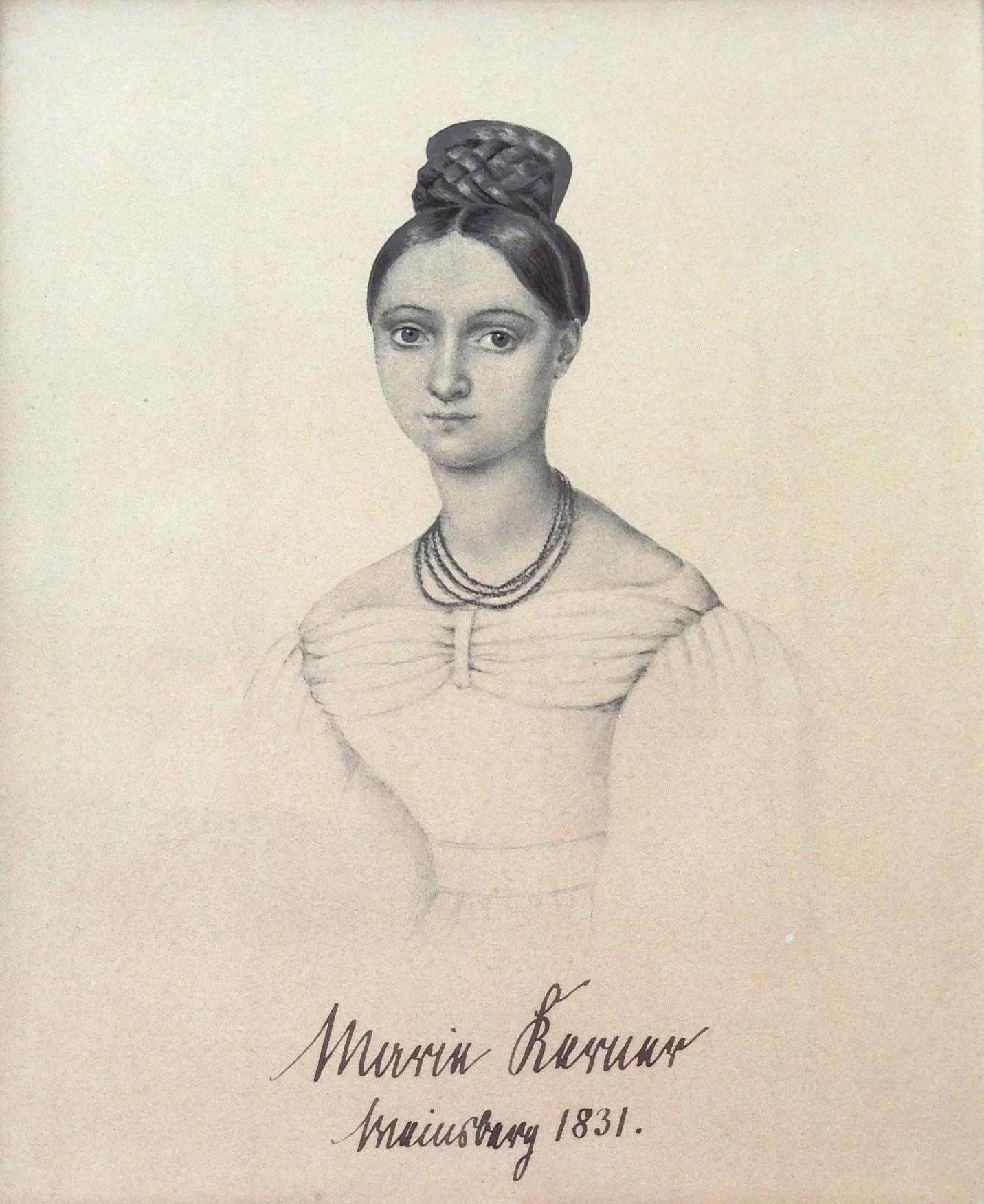
Marie Kerner im Alter von 17 Jahren. Lithographie nach einer Zeichnung aus dem Jahr 1831 von Emilie Reinbeck.

Marie Kerner (* 2. Dezember 1813 in Welzheim; † 14. April 1886 in Tübingen; voller Name Rosa Maria Kerner, verh. Niethammer) war eine deutsche Schriftstellerin und Tochter des Dichters und Arztes Justinus Kerner.

## Leben

### Kindheit und Jugend
Am 2. Dezember 1813: Justinus Kerners Tochter Marie wird geboren.
Am 28. Februar 1813 hatten der Arzt und Dichter Justinus Kerner und seine Braut Friederike in Enzweihingen geheiratet. Justinus praktizierte zu dieser Zeit in Welzheim. Unter beengten und improvisierten Verhältnissen wohnte das junge Ehepaar zunächst im dortigen Gasthaus Ochsen. Am 2. Dezember 1813 wurde das erste Kind geboren, Rosa Maria. Es hatte zwei Paten: Zum einen Rosa Maria Varnhagen von Ense, nach welcher es benannt worden war – dabei handelte es sich um die Schwester des Diplomaten Karl August Varnhagen von Ense, eines Studienfreundes von Justinus Kerner; zum anderen Ludwig Uhland, den bedeutendsten Dichter der Schwäbischen Romantik (Schwäbische Dichterschule), der der Neugeborenen auch umgehend einige Verse widmete. Noch im Dezember 1813 und somit kurz nach der Geburt der Tochter konnten die Kerners in Welzheim in ein besseres Haus umziehen.
Marie, wie sie in der Familie gerufen wurde, konnte früher reiten als laufen, denn der Vater nahm seine kleine Tochter schon im Alter von wenigen Monaten mit zu Krankenbesuchen im Welzheimer Wald. Marie wuchs mit ihren Geschwistern Theobald und Emma in einem liebevollen familiären Umfeld auf – keine Selbstverständlichkeit im frühen 19. Jahrhundert.
Justinus war bei seinen Welzheimer Patienten beliebt, seine Praxis nahm deshalb schnell zu, sein Einkommen jedoch blieb bescheiden. Wohl deshalb sah er sich nach einer besser dotierten Stelle um und zog im Januar 1815 als Oberamtsarzt in das 20 Kilometer nordöstlich gelegene Städtchen Gaildorf am Kocher. Die Welzheimer Bürger ließen ihren Arzt nur ungern ziehen und schenkten Marie zum Abschied eine große Kiste Flachs als Aussteuer. Diese Kiste, so erzählte Marie später, war der Stolz ihrer Kindheit. Gern ging sie der Mutter auf die Bühne nach und bat sie, ihr den Flachs zu zeigen, den die Mutter für sie aufbewahrte und aus dem sie später tatsächlich die Aussteuer ihrer Tochter spinnen und weben ließ.
In der Gaildorfer Wohnung der Familie Kerner war es im Winter so kalt, dass Mutter Friederike ihre Tochter Marie oftmals zu Bekannten schicken musste, nur damit diese sich aufwärmen konnte. Kurz nach dem vierten Geburtstag erkrankte Marie an „Hirnfieber“ und bald darauf an Gelbsucht. Sie überstand alle Krankheiten ohne Probleme, blieb aber lange klein und wurde von gleichaltrigen Kindern im Wachstum überholt.
Für ein so behütetes Kind erlitt Marie eine erhebliche Anzahl von Unfällen, die sich alle in der Gaildorfer Zeit ereigneten. Im Alter von etwa sechseinhalb Jahren verunglückte sie bei Löwenstein mit einer Kutsche, als die Pferde durchgingen, das Gefährt umstürzte und auf dem Dach liegend weitergeschleift wurde. Justinus Kerner, der in einer anderen Kutsche gefahren war, lief angsterfüllt hinterher und fand seine Tochter unter den Trümmern des Fahrzeugs. Marie hatte Kopfverletzungen und einen Bruch des Schlüsselbeins davongetragen, und zunächst schien es, als sollte sie ihr linkes Auge verlieren, doch sie erholte sich schnell von ihren Verletzungen. Später fiel sie bei einem Spaziergang von einem Steg in den Kocher, konnte aber gerettet werden; dann wurde sie in Gaildorf von einem vierspännigen Pferdewagen erfasst und kam erneut glimpflich davon; und schließlich fügte sie sich mit dem Rasiermesser ihres Vaters erhebliche Gesichtsverletzungen zu, doch auch dies blieb ohne ernsthafte Folgen.
Den Umzug der Familie Kerner nach Weinsberg am 19. Januar 1819 erlebte Marie ganz bewusst mit. Sie freute sich, wie sie später schrieb, auf ihre neue Heimat, doch war es an diesem Tage sehr kalt und sie fror während der Reise und klagte darüber. In Weinsberg wohnte die Familie zunächst drei Jahre lang zur Miete, bevor sie sich 1822 ihr neues Haus erbauen ließ. Dort erlebte Marie gemeinsam mit ihren beiden Geschwistern, wie die Heimstätte ihrer Eltern zum Treffpunkt der Dichter der schwäbischen Romantik und zu einem Schauplatz des geistigen Lebens jener Zeit wurde. All dies beobachtete sie mit großem Interesse und wachem Verstand. Sie zog auch persönlichen Gewinn aus den vielfältigen gesellschaftlichen Verbindungen ihres Vaters Justinus: So verbrachte sie als Jugendliche mehrfach einige Wochen als Gast der Familie von Graf Alexander von Württemberg auf Schloss Serach bei Esslingen, wo sie Freundschaft mit dessen im Jahre 1815 geborenen Schwester schließen konnte, der späteren Gräfin von Taubenheim, die ebenfalls den Vornamen Marie trug.

### Ehestand und Salongeselligkeit
Schließlich heiratete Marie am 25. November 1834 den vier Jahre älteren Heilbronner Stadtarzt Emil Niethammer. Dieser war der Sohn von Elias Niethammer, welcher vor Justinus Kerner als Oberamtsarzt in Weinsberg gewirkt hatte. Hinsichtlich ihres Ehemannes konnte sich Marie an eine zwölf Jahre zurückliegende Begebenheit erinnern: Als beim Bau des Kernerhauses Richtfest gefeiert wurde, stand auf dem mit einem Tannenbaum geschmückten Dach der Zimmermann und zitierte einen Richtspruch von Ludwig Uhland. Dann warf er ein Glas herab, das ohne zu zerspringen zu Füßen eines Knaben fiel, der es sogleich aufhob – der Knabe war Emil Niethammer, Maries späterer Ehemann. Derartige Geschichten waren beliebt bei Romantikern, denn diese vertrauten dem Element des Zufalls, weil sie hinter demselben das Walten schicksalhafter Mächte zu sehen glaubten.
Innerhalb von zehn Jahren schenkte Marie ihrem Ehemann sieben Kinder: Hermann (geboren am 8. August 1835), Anna (19. November 1836), Karl (21. Juni 1838), Helene (10. August 1839), Justinus (10. Dezember 1842), Georg (19. April 1844) und Ludwig (31. Mai 1845).
Doch die Söhne Karl und Justinus erlebten nicht einmal ihren ersten Geburtstag, und auch Emil Niethammer verstarb am 6. Juni 1847 im Alter von nur 38 Jahren. Als junge Witwe kehrte Marie mit ihren fünf verbliebenen Kindern in das Weinsberger Elternhaus zurück. Nach dem Ableben ihrer Mutter Friederike am 4. April 1854 übernahm sie den Haushalt des Kernerhauses, auch lasen sie und ihre Töchter dem unter Grauem Star leidenden Justinus vor und schrieben für ihn Briefe – in diesem Zusammenhang ernannte Justinus seine Enkelin Anna zu seinem „Hofrat und ersten Sekretär“; manchmal musste ihre jüngere Schwester Helene als „zweiter Sekretär“ einspringen. Überdies begleitete Marie ihren Vater im Sommer 1854 auf dessen Forschungsreise nach Meersburg am Bodensee zu dem bedeutenden Archivar Joseph Freiherr von Laßberg, einem Schwager der Dichterin Annette von Droste-Hülshoff (Laßberg stellte seinem Freund Justinus die Primärquellen aus dem Leben des medizinhistorisch wichtigen Arztes Franz Anton Mesmer zur Verfügung, mit deren Hilfe dieser eine Mesmer-Biografie erstellen konnte).
Zunehmend litt Justinus Kerner unter Altersbeschwerden, zu deren Linderung er diverse Badereisen unternahm. Im Sommer 1855 fuhr er zur Kur nach Baden-Baden ins Stephanien-Bad, im Sommer 1856 nach Bad Cannstatt ins Leuzische Bad, jeweils in Gesellschaft seiner Tochter Marie. Im Sommer 1857 gönnte sich Marie selbst eine Kur und reiste alleine nach Bad Niedernau – Justinus jammerte derweil über ihre Abwesenheit. Traditionell pflegte die Familie Kerner freundschaftliche Kontakte zum württembergischen Königshaus. So besuchte das Kronprinzenpaar Karl und Olga im Oktober 1857 die Stadt Weinsberg, die Burgruine Weibertreu und das Kernerhaus, wobei sich Justinus auf der Weibertreu als Gästeführer betätigte. Prinzessin Olga (eine der schönsten Frauen ihrer Zeit, heute noch bekannt durch das Winterhalter-Portrait) äußerte den Wunsch, Marie Niethammers Kinder kennenzulernen – besondere Aufmerksamkeit erhielt dabei Anna als Kerners „Sekretär.“ Rund dreieinviertel Jahre später allerdings verlor Marie noch ein weiteres Kind, denn am 18. Januar 1861 starb ihr jüngster Sohn Ludwig in Weinsberg im 16. Lebensjahr. Am 21. Februar 1862 verschied auch ihr Vater Justinus, ihr Bruder Theobald übernahm daraufhin das Haus und die Praxis. Marie hingegen zog zu ihrem Sohn Georg nach Tübingen, der es dort zum Stabsoffizier und Bataillonskommandeur gebracht hatte.

### Erzählungen über die Kerner-Familie
Von ihrem Vater hatte Marie schriftstellerisches Talent geerbt. Dieses nutzte sie, um ihren geliebten Eltern im Jahre 1877 mit dem Buch „Justinus Kerner, Jugendliebe und mein Vaterhaus, nach Briefen und eigenen Erinnerungen“ ein literarisches Denkmal zu setzen. Als Quellen verwendete sie die mündlichen Überlieferungen der Familie und das noch heute erhaltene Tagebuch Justinus Kerners von 1807/1808. In humorvollen Erzählungen werden die beginnende Liebesbeziehung zwischen Justinus und Friederike (einschließlich der nahezu sechsjährigen Wartezeit), die Heirat der beiden am 28. Februar 1813 und die ersten Ehejahre in Welzheim beziehungsweise in Gaildorf geschildert, dann die Weinsberger Zeit mit dem Hausbau, dem erfolgreichen ärztlichen Wirken ihres Vaters Justinus, dem Familienleben (inklusive der vielen Haustiere) sowie dem Kernergarten samt dem romantisch-verwunschenen Geisterturm. Breiten Raum nehmen die zahlreichen Gäste und Patienten ein, die das Kernerhaus in beinahe vier Jahrzehnten besuchten, insbesondere die Seherin von Prevorst. Zuweilen auftretende problematische Situationen werden dabei diskret umschrieben, der Leser kann sie nur zwischen den Zeilen erahnen.

### Letzte Lebensjahre
Am 14. April 1886 starb Marie Niethammer geb. Kerner im Alter von 73 Jahren in Tübingen. Ihre Schwester Emma überlebte sie um neun Jahre, ihr Bruder Theobald sogar um 21 Jahre.

## Werk
- Marie Niethammer: Justinus Kerners Jugendliebe und mein Vaterhaus, nach Briefen und eigenen Erinnerungen (1877), erschienen u. a. beim Verlag der J. G. Cotta’schen Buchhandlung, Stuttgart